# Горанці
Горанці (також Горана; серб. горанци та мак. горанци, болг. горани; самоназва: нашинци, нашинские) — одна з малих народностей Балкан, частини сербського народу.  В переписах населення вказують свою національність в основному як горанську або боснійську, рідше ідентифікують себе як сербів чи навіть як турків і албанців з рідною слов'янською мовою. Близькі за походженням іншим південнослов'янським ісламізованим етнічним групам Південної Метохії — средчанам (жуплянам) і подгорянам.
Населяють регіон Гора — трикутник між Косово, Албанією, Республікою Північна Македонія. Їх налічується приблизно 60 000 чоловік.